# 祖博瓦波利亚纳
祖博瓦波利亚纳（羅馬化：Zubova Polyana；莫克沙语）是俄罗斯莫尔多瓦共和国的工人村（市级镇）、祖博瓦波利亚纳区行政中心，地处莫尔多瓦共和国西南部，在共和国首府萨兰斯克西偏南方。伏尔加河流域内瓦德河一支流帕尔察河（Парца）从镇东侧流过。镇内设有同名铁路车站；M5公路（乌拉尔公路）经过该地。
该地2021年人口有9,873人；2010年人口10,338；2002年人口10,355；1989年人口10,715。